# Мінна Ніємінен
Мінна Ніємінен  (фін. Minna Nieminen, 31 серпня 1976) — фінська веслувальниця, олімпійська медалістка.

## Виступи на Олімпіадах
| Олімпіада  | Дисципліна         | Місце |
| ---------- | ------------------ | ----- |
| Пекін 2008 | Легка двійка парна | 2     |